# Lâu đài Dobrá Voda
Lâu đài Dobrá Voda (tiếng Slovakia: Dobrá Voda hrad) là tàn tích của một lâu đài được xây dựng theo phong cách kiến trúc Gothic, tọa lạc ở độ cao 320 mét so với mực nước biển, nằm giữa dãy núi Malá Karpaty, thuộc địa phận làng Dobrá Voda, vùng Trnava, Slovakia. Lâu đài có diện tích 8.467 m². Lâu đài Dobrá Voda hiện nằm trong khuôn viên của khu bảo tồn thiên nhiên Slopy.

## Lịch sử
Lâu đài Dobrá Voda được nhắc đến lần đầu tiên trong một văn bản có niên đại vào năm 1263. Lâu đài được xây dựng vào nửa đầu thế kỷ 13, trên địa điểm của một khu định cư kiên cố lâu đời. Lâu đài đảm nhiệm chức năng bảo vệ Con đường Séc (một tuyến đường thương mại quan trọng thời cổ đại nối từ Praha tới Buda). Ban đầu, lâu đài Dobrá Voda là tài sản của hoàng gia, sau đó trở thành tài sản của quý tộc Stibor thành Stiborice vào cuối thế kỷ 14. Từ năm 1436, lâu đài thuộc sở hữu của gia đình Országh. Trong cuộc nổi dậy của Hoàng tử xứ Transylvania - Francis II. Rákóczi vào năm 1703, lâu đài bị hư hại nặng. Sau đó, lâu đài được tu sửa lại, nhưng không may đã bị thiêu rụi vào năm 1762 và chỉ còn được sử dụng làm một nhà tù. Vào đầu thế kỷ 19, tương tự hoàn cảnh của nhiều lâu đài khác, lâu đài Dobrá Voda dần trở thành đống đổ nát.